# Красноярский рабочий (газета)
«Красноя́рский рабо́чий» — региональная общественно-политическая газета Красноярского края, ранее бывшая ежедневным органом красноярского краевого комитета КПСС. В 1998—2024 годах — независимое издание, издавалась ООО «Редакция газеты „Красноярский рабочий“», выходила 5 раз в неделю. До декабря 2024 года тираж газеты насчитывался от 7 500 экз. до 15 000 экз.
С 2025 года учредителем и издателем газеты является Краевое государственное автономное учреждение «Организационно-методический Медиацентр», входящее в Агентство печати и массовых коммуникаций Красноярского края.

## История
Первый номер газеты вышел 10 (23) декабря 1905 года во время событий 1905 года в Красноярске. Тираж первого номера составил 6 тысяч экземпляров. Газета печаталась в губернской типографии, захваченной «Объединенным советом от солдат и рабочих», до 24 декабря 1905 (6 января 1906). До подавления восстания типография успела выпустить 5 номеров. В состав редакционной коллегии входили: А. В. Байкалов, А. А. Мельников, В. П. Монюшко, М. Л. Хейсин. Последний, как было установлено уже в XXI веке, являлся редактором газеты.
В августе 1907 года газета возродилась под названием «Рабочий», нелегально выпущено два номера — в августе и ноябре.
Возобновлён выпуск газеты 8 марта 1917 года «Красноярский рабочий» выходил до 19 июня 1918 года.
Во время гражданской войны и иностранной интервенции газета не издавалась. Возобновился выход 10 января 1920 года. Редакция газеты располагалась в здании бывшей губернской типографии, ныне ул. Ленина, 58.
До июля 2012 года газета выходила 5 раз в неделю, с июля 2012 года — 3 раза в неделю: вторник и суббота — 16 страниц А3, четверг — 48 страниц А3.
7 мая 1998 года газета перешла в частную собственность. Учредителями газеты стали Владимир Павловский, Игорь Рак, Зоя Касаткина, Владимир Попков и Василий Стыврин.
26 ноября 2024 года было объявлено, что с января 2025 года газета прекращает своё существование из-за отсутствия бюджетного финансирования и накопившихся долгов. Сотрудники редакции газеты через месяц были уволены. Последний выпуск газеты вышел 25 декабря 2024 года. При этом, сайт www.krasrab.ru продолжает свою работу, но в конце января 2025 года был переименован в «Красраб.ру». Главным редактором сайта по-прежнему остаётся Владимир Павловский.
В конце января 2025 года газета вернулась в государственную собственность. Новым учредителем и издателем газеты стало Краевое государственное автономное учреждение «Организационно-методический Медиацентр», входящее в Агентство печати и массовых коммуникаций Красноярского края. Возобновлён выпуск газеты в конце апреля того же года. Однако газета выходит только в праздничные дни, а в 2026 году планируется возобновление выпуска в прежней периодичности.

## Именем газеты названы

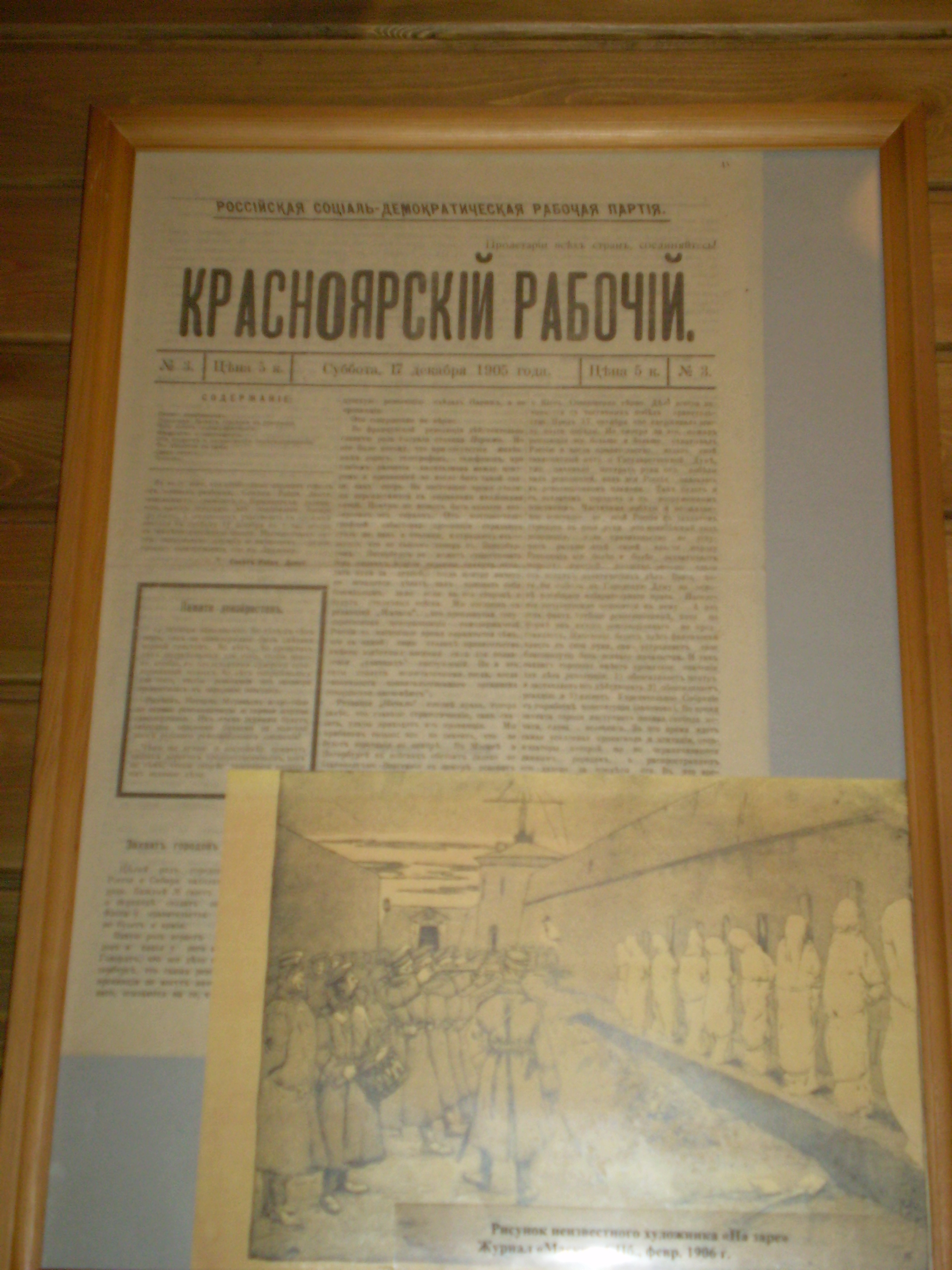
Номер от 17 декабря 1905 года. Красноярский литературный музей.

- самолёт «Красноярский рабочий». Построен в 1928 году на средства, собранные в Сибири[10].
- один из главных проспектов Красноярска — Красраб (1956 год)
- северо-западный мыс острова Норденшельд в Карском море Северного Ледовитого океана
- пик на Памире (6042 метра, 1978 год)
- речной теплоход «Красноярский рабочий», плававший по Енисею (в настоящее время стоит на приколе возле Коммунального моста в Красноярске)
- монумент газете «Красноярский рабочий», расположенный на одноимённом проспекте. Установлен в 2024 году и посвящен 120-летию газеты «Красноярский рабочий».

## Главные редакторы
- 1917 — Вейнбаум, Григорий Спиридонович
- 1949—1974 — Валентин Фёдорович Дубков
- 1974—1989 — Пётр Павлович Замятин
- 1989—1997 — Леопольд Михайлович Балашов[11]
- 1997—2024 — Владимир Евгеньевич Павловский

## Сотрудники
С 1934 года в редакции работал Георгий Кублицкий, ставший в дальнейшем известным писателем.
В годы Великой Отечественной войны и в 1946 году в «Красноярском рабочем» работал заведующим сельхозотделом известный журналист Абрам Давыдович Аграновский.
В 1946—1947 годах корреспондентом газеты работал Анатолий Иванович Чмыхало, в будущем — известный красноярский писатель.
19 декабря 1948 года в газете был опубликован очерк «Первые шаги» будущего народного калмыцкого писателя Алексея Балакаева.
В редакции работали ставшие впоследствии писателями Николай Устинович, Иван Худоногов (Сибирцев), Жорес Трошев, Александр Щербаков, Павел Виноградов, Михаил Успенский. С 1959 года с газетой сотрудничал известный художник и журналист Марк Живило.
В редакции работал писатель Эдуард Иванович Русаков.

## Награды
- 1940 год — газета была занесена в Книгу почета Всесоюзной сельскохозяйственной выставки;
- 1956 год, 10 февраля — орден Трудового Красного Знамени — в честь 50-летия выхода первого номера «Красноярского рабочего»;
- 1975 год — Почётная грамота Президиума Совета РСФСР;
- 2006 год — «Красноярский рабочий» занесён в Золотой фонд прессы России;
- 2007 год, 12 января — группе журналистов редакции — В. Е. Павловскому, Е. Г. Лопатиной, И. Л. Раку, В. А. Попкову — присуждена Премия правительства Российской Федерации в сфере печатных средств массовой информации за значительные творческие и профессиональные достижения в сфере печатных средств массовой информации.